# Mutsumi Tamura
Mutsumi Tamura (田村 睦心 Tamura Mutsumi, født 19. juni 1987) er en japansk tegnefilmsdubber. Hun blev født i Aomori og voksede op i Tokyo, Japan. Hun arbejder for I'm Enterprise.

## Roller
Fed tekst angiver at der var tale om en hovedrolle.

### Anime
2007
- ef ~a tale of memories~ - Kyosuke (som ung)

2008
- Battle Spirits: Shōnen Toppa Bashin - Toppa Bashin
- Blassreiter - Zaza
- Nijū Mensō no Musume - Ken (som ung)
- Skip Beat! - Ren/Corn (som ung)
- Tales of the Abyss - Luke & Asch (som unge)

2009
- 11eyes - Takahisa Tajima (som ung)
- Anyamaru Tantei Kiruminzuu - Ken Inomata (som ung)
- Asu no Yoichi! - Masashi
- Taishō Baseball Girls - Tarō

2010
- Asobi ni Iku yo! - Kio Kakazu
- Otome Yōkai Zakuro - Kiri og Omodaka (som ung)
- Mitsudomoe - Koganei
- Seitokai Yakuindomo - Sayaka Dejima
- Soredemo Machi wa Mawatteiru - Takeru Arashiyama

2011
- Ano Hi Mita Hana no Namae o Bokutachi wa Mada Shiranai - Jinta Yadomi (som ung)
- Kyōkai Senjō no Horizon - Toussaint Neshinbara
- Mitsudomoe Zōryōchū! - Koganei
- Naruto Shippuden - Kakashi Hatake (som ung)
- Sekai-ichi Hatsukoi - Satō
- Shakugan no Shana III Final - Pirsoyn
- Shinryaku!? Ika Musume - Satoshi (ep. 3)
- Tiger & Bunny - Kotetsu T. Kaburagi (ung)
- Wandering Son - Oka Takanori

2012
- Kill Me Baby - Sonya (ung)
- Jormungand - Jonah
- Psycho-Pass - Melancholia (ep. 5)

2013
- Aikatsu! - Sakon Kitaoji
- Karneval - Yanari
- Devil Survivor 2: The Animation - Daichi Shijima (ung)
- Naruto Shippuden - Kakashi Hatake (ung)

2014
- Buddy Complex - Lasha Hakkarainen

### Film
- Naruto Shippuden: The Lost Tower - Kakashi Hatake (som ung)